# Медвежьегорская наступательная операция
Медвежьего́рская наступа́тельная опера́ция — частная наступательная операция советских войск Карельского фронта в Великой Отечественной войне, проводившаяся с 3 по 10 января 1942 года.

## Планирование операции
В конце декабря 1941 года Ставкой Верховного Главнокомандования было поручено командованию Карельского фронта подготовить операцию по разгрому войск противника на Медвежьегорском направлении в Карелии с целью снятия угрозы Кировской железной дороге. Времени на подготовку к операции было выделено мало, существенные подкрепления для её проведения не выделялись, особенно острый характер имел недостаток боеприпасов. На участке наступления противник (части финской Карельской армии, командующий генерал пехоты Аксель Эрик Хейнрихс) имел превосходство в личном составе и в средствах, к тому же он качественно превосходил советские войска по опыту ведения боёв в лесной местности.
С советской стороны к операции привлекались войска Карельского фронта (командующий генерал-лейтенант В. А. Фролов):
- Масельгская оперативная группа (генерал-майор Г. А. Вещезерский)
  - 186-я стрелковая дивизия
  - 289-я стрелковая дивизия
  - 367-я стрелковая дивизия
  - 61-я морская стрелковая бригада
  - 65-я морская стрелковая бригада
- Медвежьегорская оперативная группа (генерал-майор С. Г. Трофименко)
  - 71-я стрелковая дивизия
  - 313-я стрелковая дивизия
  - 1-я лыжная бригада в составе восьми батальонов.

## Ход операции
3 января 1942 года части Масельгской оперативной группы после короткой артиллерийской подготовки перешли в наступление, а части Медвежьегорской оперативной группы начали разведку боем. Финское командование незамедлительно отреагировало на начавшееся наступление, организовав спешное подтягивание резервов и предприняв сильные контратаки. Наступление советских войск затрудняла шаблонная организация их действий — частые, но плохо подготовленные атаки на одних и тех же направлениях. Противник успешно оборонялся, используя множественные заранее подготовленные ключевые позиции, скрытные обходы и фланговые удары. Наступавшие советские войска несли значительные потери.
Ожесточённые упорные бои продолжались по 10 января. Советские войска продвинулись на запад от 2 до 5 километров и улучшили свои позиции. С подходом резервов противника соотношение сил ещё более изменилось в его пользу. Недостаток в боеприпасах не позволял надеяться на дальнейший успех. В этих условиях командующий Карельским фронтом обратился в Ставку Верховного Главнокомандования с просьбой прекратить наступление и 11 января получил такое разрешение.

## Результаты операции
Вместо разгрома Медвежьегорской группировки противника советскому командованию удалось только оттеснить её на незначительное расстояние, что позволило финскому командованию обоснованно утверждать об отражении советского наступления. В начале февраля 1942 года финские войска попытались вернуть утраченные позиции, им удалось окружить и почти полностью уничтожить один стрелковый полк. Силами 289-й и 367-й стрелковых дивизий финское контрнаступление удалось остановить, и выйти на занимаемый до 3 января рубеж финнам не удалось.
Тем не менее, в целом итоги операции оказались более положительными для советской стороны:
- финское командование не стало снимать войска с Медвежьегорского направления на Свирский и Мурманский участки фронта;
- Медвежьегорская группировка противника ввела в бой все имевшиеся резервы и не смогла предпринять наступательных действий в кампании 1942 года;
- освобождено село Великая Губа.